# Ямада, Косаку
Косаку Ямада (яп. 山田 耕筰 Ямада Ко:саку, 9 июня 1886, Токио — 29 декабря 1965, Токио) — японский композитор, дирижёр и музыкальный педагог. Основоположник японской композиторской школы. Член Японской академии искусств (с 1957 года).

## Биография
Окончил Токийскую школу музыки (1908), в том числе у Генриха Веркмайстера, затем учился в Берлинской высшей музыкальной школе у К. Вольфа и Макса Бруха. Возвратившись в 1914 году в Токио, организовал первый в Японии симфонический оркестр, а в 1925 году основал Японское филармоническое общество.
Автор сочинений во всех основных жанрах европейской музыки — шести опер, в том числе «Аладдина и Паломид» (1913), «Чёрные корабли» (1939), «Рассвет» (1940), двух кантат, двух симфонических поэм, сюит «Бонно-Кору» (1931) и «Рассвет на Востоке» (1941), первой в истории японской музыки симфонии (1912), камерных инструментальных произведений, хоров и песен, Ямада стал одним из зачинателей нового направления музыкального искусства в Японии.
Первый дирижёр, выступавший за границей с исполнением японской музыки, в том числе обработок японских народных песен.
В 1930-е годы гастролировал в СССР и США.
Профессор Токийской музыкальной академии. Среди учеников — Хидэмаро Коноэ, Цзян Вэнье.